# 에번 던피
에번 던피(영어: Evan Dunfee, 1990년 9월 28일~)는 캐나다의 육상 선수로 주 종목은 경보이다. 2020년 하계 올림픽 남자 50km 경보 부문 동메달을 획득했고 2019년 세계 육상 선수권 대회에서 남자 50km 경보 부문 동메달을 획득했다.